# Chromatomyia alysicarpi
Chromatomyia alysicarpi är en tvåvingeart som först beskrevs av Singh och Ipe 1968.  Chromatomyia alysicarpi ingår i släktet Chromatomyia och familjen minerarflugor. Inga underarter finns listade i Catalogue of Life.